# Saga (arrondissement)
Saga Dzong, Chinees: Saga Xian is een arrondissement in de prefectuur Shigatse in het zuiden van de Tibetaanse Autonome Regio in de Volksrepubliek China. De hoofdstad is de gelijknamige plaats. Door Saga loopt de nationale weg G219.
In 1999 telde het arrondissement 11.414 inwoners. Het heeft een oppervlakte van 12.400 km². De gemiddelde hoogte is 4600 meter. De gemiddelde jaarlijkse temperatuur is 3 °C en jaarlijks valt er gemiddeld 100 tot 200 mm neerslag.

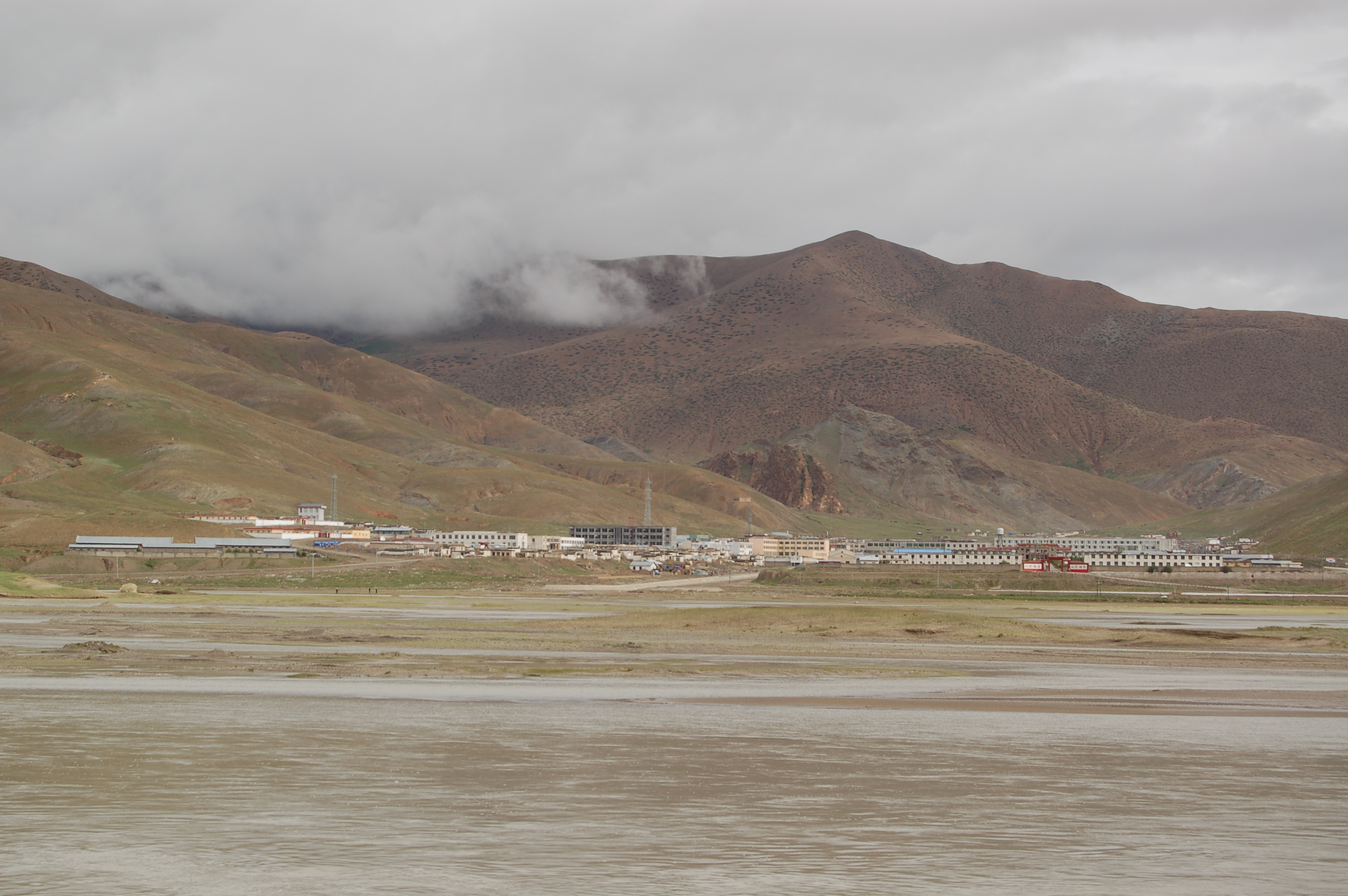
Ligging van de hoofdplaats Saga (2007)